# Julio Campos Ávila
Julio Campos Ávila (Santiago, 5 de febrero de 1939) es un profesor primario, escritor y político chileno. Fue diputado por el Partido Comunista en 1973.

## Biografía
Estudió en la Escuela Normal de Curicó, siendo parte de su  Academia de Literatura. También integró el grupo literario Los Quijotes de Chimbarongo, el que presidió en 1958.
En 1961 fue galardonado con el primer lugar del concurso poético Canto a la Reina, organizado por la Escuela de Ingeniería de la Universidad de Chile.
Entre otros premios literarios se encuentran: primer premio de cuento en concurso literario de San Fernando, 1959; tercer premio de poesía, en concurso de la Dirección de Estudiantes Comunistas de la Universidad de Chile, 1959, con jurado integrado por Juvencio Valle, Pablo Neruda y Nicanor Parra; y primer premio en poesía en concurso de San Fernando, 1961.
En 1961 también publicó, junto a Héctor Flores, Jorge Muñoz Salgado y Miguel Mira Mellado, el libro "Poesía joven de Colchagua".
Entre 1960 y 1961 colaboró en el periódico "El Guerrillero" de San Fernando, dirigido por el también comunista Archibaldo Morales Villanueva.
Es miembro de la Sociedad de Escritores de Chile (Sech) desde 1962, por haber ganado ese año el primer premio de poesía en el Canto a la Reina.
Militante del Partido Comunista desde 1958, fue secretario del Comité de la Décima Comuna de Santiago y miembro del Comité Central. En 1973, ocupó el cargo de secretario del Comité Regional de Talca.
En 1973 fue elegido como diputado por la 12.ª Agrupación Departamental de Lontué, Curepto y Talca. Su periodo fue interrumpido por el Golpe de Estado del 11 de septiembre de 1973. Salió al exilio en 1974, volviendo a Chile en 1988.

## Obra
- 1961 - Poesía joven de Colchagua.
- 1962 - Raigambre .
- 1999 - El regreso de Lázaro.

## Resultados electorales

### Elecciones parlamentarias de 1973
- Elecciones parlamentarias de 1973, por la 12° Agrupación Departamental (Talca, Curicó y Lontué)

| Candidato                                 | Partido                    | Votos  | %       | Resultado |
| ----------------------------------------- | -------------------------- | ------ | ------- | --------- |
| A. Confederación de la Democracia         |                            |        |         |           |
| Silvio Rodríguez Villalobos               | PN                         | 11 076 | 13,01   | Diputado  |
| Manuel Gamboa Valenzuela                  | PN                         | 8724   | 10,25   | Diputado  |
| René Lagos Rojo                           | DR                         | 3376   | 3,97    |           |
| Renato Guerra Estévez                     | PDC                        | 8625   | 10,13 % |           |
| Gustavo Ramírez Vergara                   | PDC                        | 10 788 | 12,67   | Diputado  |
| Votos de Lista                            | CODE                       | 514    | 0,60    |           |
| B. Unidad Popular                         |                            |        |         |           |
| Julio Campos Ávila                        | PCCh                       | 16 724 | 19,65   | Diputado  |
| Guillermo Muñoz Zúñiga                    | PS                         | 16 904 | 19,86   | Diputado  |
| Francisco Vio Grossi                      | MAPU                       | 4633   | 5,44    |           |
| Manuel Martínez Salvo                     | API                        | 368    | 0,43    |           |
| Juan Marín Cárdenas                       | PR                         | 2662   | 3,13    |           |
| Votos de Lista                            | UP                         | 722    | 0,85    |           |
| Votos válidamente emitidos                | Votos válidamente emitidos | 85 116 | 97,89   |           |
| Votos nulos                               | Votos nulos                | 1148   | 1,32    |           |
| Votos en blanco                           | Votos en blanco            | 682    | 0,78    |           |
| Total de votos emitidos                   | Total de votos emitidos    | 86 946 | 100     |           |
| Fuente: Dirección del Registro Electoral. |                            |        |         |           |